# Salim Kediambiko
Salim Kediambiko (3 juni 2001) is een Belgisch basketballer.

## Carrière
Kediambiko speelde in de jeugd van BasketTeam Kortrijk en BC Oostende. Bij Oostende maakte hij zijn debuut voor de eerste ploeg in het seizoen 2020/21. In 2021 verlengde hij zijn contract voor vier jaar bij Oostende. Hij won met Oostende het landskampioenschap in 2021, 2022 en 2023 en de beker van België in 2021. In de zomer van 2023 maakte hij de overstap naar Antwerp Giants waar hij voor een seizoen tekende.
Voor het seizoen 2025/26 maakte hij de overstap naar tweedeklasser BBC Falco Gent.

## Erelijst
- Belgisch landskampioen: 2021, 2022, 2023
- Belgisch bekerwinnaar: 2021